# 東京農林学校
東京農林学校（とうきょうのうりんがっこう）は、日本の旧制教育機関。
現在の東京大学農学部の前身に当たる農学に関する日本の総合教育・研究機関で、後進の帝国大学農科大学、東京帝国大学農学部からさらに筑波大学生命環境学群生物資源学類、東京農工大学農学部が発祥する。

## 沿革
1886年、農商務省の財政難により、所轄の駒場農学校と東京山林学校が合併して東京農林学校となる。このとき、本科と別科を設置する。合併の際教職員についても、そのほとんどが両校から引き継がれている。農林学校では、両校の設置していた学科を元に農学部、林学部、獣医学部を設置した。その在学年数はまず予科を3年、農学部および林学部が2年、獣医学部3年と定めた。またこのとき2年制の速成科を設置している。
1888年に校則改正を行って、各学部に本科で農科、林科、獣医科が設置されるほか、農科、林科にそれぞれ別科が設置された。また、修学年限の構成を予科3年、本科3年の6年制に移行した。しかし1889年に再改正があり、学部制に戻し、また別科を乙科としている。さらに、時の農商務大臣井上馨の判断で、各学部の卒業生には農学士、林学士、獣医学士の各学士号が授与されることになる。また、同年に東京農林学校の既卒業生と旧駒場農学校の卒業生は「高等試験ヲ要セス其修メタル学科ニ関スル行政官試補ニ採用スルコトヲ得」とされて、実質帝国大学卒業者と同等の処遇を受けることになった。
学士号付与の賛否
東京農林学校卒業生に学士号を与えるなどの件について「分科大学と農林学校の学科程度は同じ」という農商務大臣の主張に対しては、当時の文部大臣榎本武揚は「帝国大学の分科大学と東京農林学校の学生の学力については同等ではない」としていた。このため、後の帝国大学移管に際しては物議を醸したが、農学校を文部省に移管する意味で農林教育をさせるべく、1890年6月9日に文部大臣と農商務省大臣が連名で時の首相山縣有朋に農科大学設置の閣議請議文を提出した。
農科大学の設立について、学務局長であった後の総長濱尾新を中心に実現の布石を立てたものの、設立評議会では最高学府の分科大学としてふさわしくないといった意見や当時の先進国で総合大学に農学がないこと、農林学は専門学校程度とする旨などのという反対論が依然として起こって、評議官が総辞職した。
結局、1890年（明治23年）6月12日に、東京の帝国大学に従来の理学からも分離を行い、農学科を2つに分けて一つを農芸化学を主として学び､その後植物学､物理学､動物学､農芸化学に専攻させる方針をとり、当時第三高等学校から松井直吉を呼び寄せ学長に就任させる｡また、文部大臣が説得にあたり、6月17日の評議会設置がで決定され、駒場の地に農科大学を設置した。
農科大学としての発展
この農科大学は帝国大学令第十八条に規定され、農科大学には当時農学科（第一部と第二部）林学科および獣医学科を設置、修業年限を三年と定め、帝国大学を六分科大学制にした。当時単科の農科大学以外で、大学の学科として農科を設置したのは日本が最初であり、旧東京農林学校の制度から農科大学独自の学科課程を編纂し、旧東京農林学校在学生を編入させることになる。
その後、帝国大学農科大学は、農林学校専科と別科を農業実地者養成の乙科に継承し、各学科に設置する。これは後に東京帝国大学農学部実科となり、東京高等農林学校から東京農工大学農学部へと継承される。
また、農科大学は文部省令第35号により附属農業教員養成所を設置し、後に東京帝国大学農学部農業教員養成所から東京農業教育専門学校と東京農業教育専門学校附属農業教員養成所、東京農業教育専門学校附属女子農業教員養成所を設置した。これが東京教育大学農学部を経て、筑波大学農林学系･農林工学系･応用生物化学系となる。大学は1893年に講座制に移行し20講座を開設する。1897年京都帝国大学開設とそれに伴い東京帝国大学発足により東京帝国大学農科大学となり、1906年（明治39年）からは新渡戸稲造が東京帝国大学農科大学教授となる。学科は1910年に、学科を農学科から農芸化学科を分岐し、林学科、獣医学科に水産学科を加え5学科に拡充する。
その後1919年（大正8年）、東京帝国大学は学部生を採用、農学部となり、1935年に本郷にあった旧制第一高等学校と敷地交換し現在の文京区弥生に移転、実科は府中へ移転し高等農林学校へ、駒場は後に東京大学駒場地区キャンパスとなる。
多くの卒業生
この前後の間に、土壌学の鈴木重禮、分析学で理化学研究所を設立する鈴木梅太郎とその弟子の後藤格次、化学の田村三郎、高橋克己、坂口謹一郎、東京帝国大学総長にもなる古在由直、古在と足尾銅山鉱毒の研究を行う長岡宗好、林学の本多静六、本郷高徳、高橋延清、議員となる岡田温、諸橋襄、有馬頼寧、徳川宗敬、知事になる横川信夫、農業史の古島敏雄、稲研究の加藤茂苞、近藤萬太郎、造園学の折下吉延、上原敬二、佐藤昌、関口鍈太郎、田阪美徳、田治六郎、森蘊、森一雄、北村徳太郎、吉永義信、横山信二、農業工学の上野英三郎、農業経済学の矢作栄蔵、食糧研究の稲垣乙丙、実験遺伝学の外山亀太郎など多くの人材を輩出した。

## 校長
- 前田献吉：1886年7月22日[1] - 1889年3月15日[2]
- （兼）高橋是清：1889年3月15日[2] - 1889年10月30日[3]
- （兼）前田正名：1889年10月30日[3] - 1890年1月16日[4]